# San Pietro in Cariano
San Pietro in Cariano est une commune de la province de Vérone dans la Vénétie en Italie.

## Administration
| Période                                  | Période  | Identité          | Étiquette | Qualité |
| ---------------------------------------- | -------- | ----------------- | --------- | ------- |
| 14 juin 2004                             | En cours | Giorgio Accordini |           |         |
| Les données manquantes sont à compléter. |          |                   |           |         |

### Hameaux
Bure, Castelrotto, Corrubio, San Floriano, Pedemonte

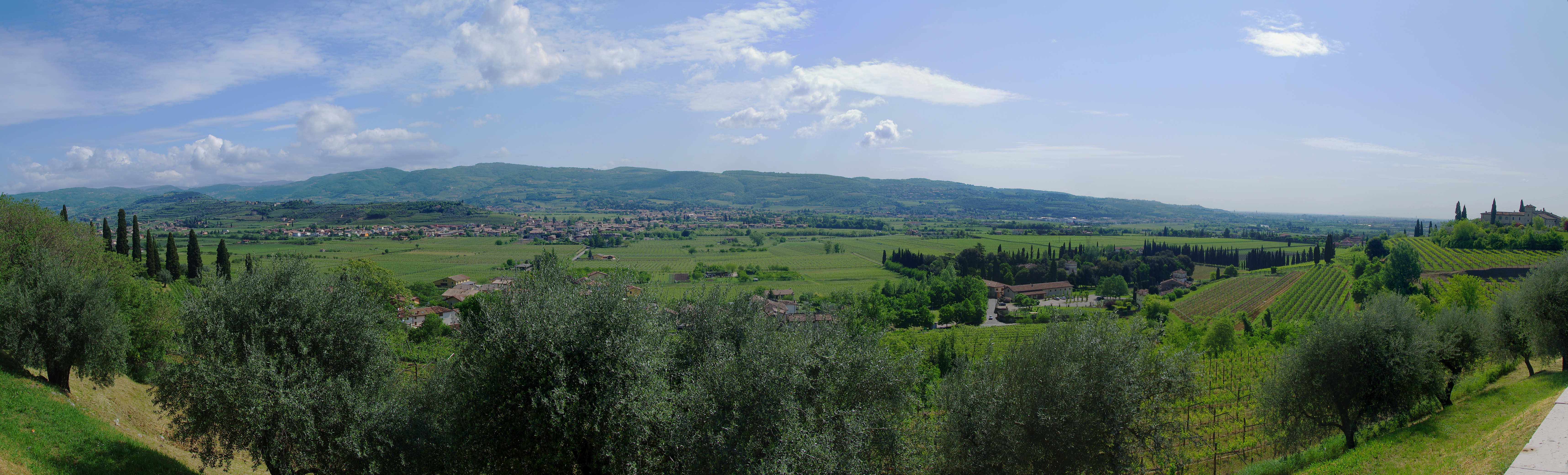
Vue depuis les hauteurs de Castelrotto, avec les vignobles et les oliveraies de la Valpolicella.

### Communes limitrophes
Fumane, Marano di Valpolicella, Negrar, Pescantina, Sant'Ambrogio di Valpolicella, Vérone